# Ischionorox antiqua
Ischionorox antiqua är en skalbaggsart som beskrevs av Aurivillius 1922. Ischionorox antiqua ingår i släktet Ischionorox och familjen långhorningar. Inga underarter finns listade i Catalogue of Life.